# Skeleton-Weltcup 1999/00
Der Skeleton-Weltcup 1999/00 war eine zwischen dem 27. November 1999 und dem 6. Februar 2000 von der FIBT veranstaltete Wettkampfserie im Skeleton. Bei den Männern gewann Titelverteidiger Andy Böhme den Weltcup. Bei den Frauen gewann erstmals die Britin Alex Hamilton den Titel.
Saisonhöhepunkt waren die Weltmeisterschaften im österreichischen Igls, die erstmals auch für Frauen stattfanden. Eine weitere Aufwertung bekam der Skeletonsport durch eine Entscheidung des IOC-Exekutiv-Komitees Anfang Oktober 1999. Skeleton wurde sowohl für Männer als auch für Frauen in das Olympische Wettkampfprogramm für die Olympischen Winterspiele 2002 in Salt Lake City aufgenommen.

## Weltcup-Übersicht
| 1. Weltcup in Calgary, 27. November 1999 | 1. Weltcup in Calgary, 27. November 1999 | 1. Weltcup in Calgary, 27. November 1999 | 1. Weltcup in Calgary, 27. November 1999 | 1. Weltcup in Calgary, 27. November 1999 |
| ---------------------------------------- | ---------------------------------------- | ---------------------------------------- | ---------------------------------------- | ---------------------------------------- |
| Disziplin                                | Erster Platz                             | Zweiter Platz                            | Dritter Platz                            |                                          |
| Frauen                                   | Alex Hamilton                            | Michelle Kelly                           | Mellisa Hollingsworth                    |                                          |
| Männer                                   | Kristan Bromley                          | Jeff Pain                                | Chris Soule                              |                                          |

| 2. Weltcup in Nagano, 5. Dezember 1999 | 2. Weltcup in Nagano, 5. Dezember 1999 | 2. Weltcup in Nagano, 5. Dezember 1999 | 2. Weltcup in Nagano, 5. Dezember 1999 | 2. Weltcup in Nagano, 5. Dezember 1999 |
| -------------------------------------- | -------------------------------------- | -------------------------------------- | -------------------------------------- | -------------------------------------- |
| Disziplin                              | Erster Platz                           | Zweiter Platz                          | Dritter Platz                          |                                        |
| Frauen                                 | Alex Hamilton                          | Michelle Kelly                         | Maya Bieri                             |                                        |
| Männer                                 | Kazuhiro Koshi                         | Andy Böhme                             | Jim Shea                               |                                        |

| 3. Weltcup in Lillehammer, 30. Januar 2000 | 3. Weltcup in Lillehammer, 30. Januar 2000 | 3. Weltcup in Lillehammer, 30. Januar 2000 | 3. Weltcup in Lillehammer, 30. Januar 2000 | 3. Weltcup in Lillehammer, 30. Januar 2000 |
| ------------------------------------------ | ------------------------------------------ | ------------------------------------------ | ------------------------------------------ | ------------------------------------------ |
| Disziplin                                  | Erster Platz                               | Zweiter Platz                              | Dritter Platz                              |                                            |
| Frauen                                     | Alex Hamilton                              | Lea Ann Parsley                            | Maya Bieri                                 |                                            |
| Männer                                     | Jeff Pain                                  | Snorre Pedersen                            | Kristan Bromley                            |                                            |

| 4. Weltcup in Winterberg, 6. Februar 2000 | 4. Weltcup in Winterberg, 6. Februar 2000 | 4. Weltcup in Winterberg, 6. Februar 2000 | 4. Weltcup in Winterberg, 6. Februar 2000 | 4. Weltcup in Winterberg, 6. Februar 2000 |
| ----------------------------------------- | ----------------------------------------- | ----------------------------------------- | ----------------------------------------- | ----------------------------------------- |
| Disziplin                                 | Erster Platz                              | Zweiter Platz                             | Dritter Platz                             |                                           |
| Frauen                                    | Deanna Panting                            | Maya Bieri                                | Alex Hamilton                             |                                           |
| Männer                                    | Willi Schneider                           | Andy Böhme                                | Chris Soule                               |                                           |

| Weltmeisterschaften in Igls, 12./13. Februar 2000 | Weltmeisterschaften in Igls, 12./13. Februar 2000 | Weltmeisterschaften in Igls, 12./13. Februar 2000 | Weltmeisterschaften in Igls, 12./13. Februar 2000 | Weltmeisterschaften in Igls, 12./13. Februar 2000 |
| ------------------------------------------------- | ------------------------------------------------- | ------------------------------------------------- | ------------------------------------------------- | ------------------------------------------------- |

## Gesamtwertung

### Frauen
Bei den Frauen erhielten aufgrund der wohl zu erwartenden größeren Startfelder infolge der Erhebung zur olympischen Sportart nunmehr die 20 besten Pilotinnen statt bisher 15 je nach Platzierung Weltcuppunkte. Die Punkteverteilung sah folgendermaßen aus:
| Platz  | 1  | 2  | 3  | 4  | 5  | 6  | 7  | 8  | 9  | 10 | 11 | 12 | 13 | 14 | 15 | 16 | 17 | 18 | 19 | 20 |
| Punkte | 30 | 26 | 23 | 20 | 18 | 16 | 14 | 13 | 12 | 11 | 10 | 9  | 8  | 7  | 6  | 5  | 4  | 3  | 2  | 1  |

Trotz der frohen Kunde von der Aufnahme der Sportart ins Olympische Wettkampfprogramm für 2002 auch bei den Frauen bot der Weltcup immer noch ein unvollständiges Bild. Von den insgesamt 31 Athletinnen, die während der Saison an den Start gingen, nahmen ganze zehn Sportlerinnen an allen Weltcups teil. Speziell die ersten beiden Veranstaltungen in Calgary und Nagano litten unter eher kleinen Startfeldern. So fehlte unter anderem Titelverteidigerin Steffi Hanzlik in Übersee. Athletin der Saison war mit Abstand die Britin Alex Hamilton, die drei von vier Wettbewerben gewann und schon vor dem letzten Rennen in Winterberg so gut wie sicher als Gesamtsiegerin feststand. Mit einem dritten Platz erreichte sie letztlich einen Vorsprung von 25 Punkten vor der zweitplatzierten Maya Bieri. Die Schweizerin, Weltcupgesamtsiegerin von 1997/98, lag aber nach drei Wettbewerben noch auf Rang vier. An zweiter Stelle lag bis dahin die Kanadierin Kelly, die auch in Winterberg nach dem ersten Lauf diesen Platz belegte. Allerdings fuhr Maya Bieri im zweiten Lauf Bestzeit, während die Konkurrenz in Gestalt von Michelle Kelly und Lea Ann Parsley patzte. Am Ende des Tages hatten Bieri und Kelly die gleiche Zahl an Weltcuppunkten. Da die Schweizerin aber einen Podestplatz mehr vorweisen konnte, belegte sie hinter Alex Hamilton den zweiten Platz und verwies Michelle Kelly noch auf Rang drei.
| Rang | Athlet                | CAL | NAG | LIL | WIN | Punkte |
| ---- | --------------------- | --- | --- | --- | --- | ------ |
| 01   | Alex Hamilton         | 1   | 1   | 1   | 3   | 113    |
| 02   | Maya Bieri            | 6   | 3   | 3   | 2   | 88     |
| 03   | Michelle Kelly        | 2   | 2   | 5   | 5   | 88     |
| 04   | Lea Ann Parsley       | 5   | 4   | 2   | 4   | 84     |
| 05   | Mellisa Hollingsworth | 3   | 5   | 7   | 6   | 71     |
| 06   | Deanna Panting        | 9   | 6   | 10  | 1   | 69     |
| 07   | Ursi Walliser         | 4   | 7   | 14  | 8   | 54     |
| 08   | Tanja Morel           | 7   | 8   | 15  | 12  | 42     |
| 09   | Mikiko Yoshioka       | 12  | 10  | 11  | 14  | 37     |
| 10   | Tricia Stumpf         | 8   | –   | 8   | 11  | 36     |
| 11   | Monique Riekewald     | –   | –   | 4   | 9   | 32     |
| 12   | Diana Sartor          | 10  | 9   | 13  | –   | 31     |
| 13   | Steffi Hanzlik        | –   | –   | 6   | 7   | 30     |
| 14   | Astrid Ebner          | –   | –   | 11  | 10  | 21     |
| 15   | Annett Köhler         | 11  | 11  | –   | –   | 20     |
| 16   | Yoshiko Ōta           | 13  | 12  | –   | –   | 17     |
| 17   | Donna Nevens          | 14  | 14  | 21  | 23  | 14     |
| 18   | Desirée Bjerke        | –   | –   | 9   | –   | 12     |
| 19   | Conny Simmchen        | –   | –   | 18  | 15  | 9      |
| 20   | Tomoko Amemiya        | –   | –   | 16  | 17  | 9      |
| 21   | Melanie Riedl         | –   | –   | –   | 13  | 8      |
| 22   | Babs Isak             | –   | 13  | –   | –   | 8      |
| 23   | Liz Couch             | 15  | –   | 19  | 24  | 8      |
| 24   | Dany Locati           | –   | –   | 20  | 16  | 5      |
| 25   | Hege Lukacs           | –   | –   | 17  | –   | 4      |
| 26   | Lydia Mayr            | –   | –   | 22  | 18  | 3      |
| 26   | Lucia Sitzia          | –   | –   | 23  | 18  | 3      |
| 28   | Caroline Burdet       | –   | –   | 24  | 20  | 1      |
| −    | Jekaterina Mironowa   | –   | –   | –   | DSQ | 0      |
| −    | Nadeschda Krilowskaja | –   | –   | –   | 23  | 0      |
| −    | Emma Stewart          | –   | –   | 25  | 21  | 0      |

### Männer
Bei den Männern erhielten aufgrund der wohl zu erwartenden größeren Startfelder infolge der Erhebung zur olympischen Sportart nunmehr die 30 besten Piloten statt bisher 25 je nach Platzierung Weltcuppunkte. Die Punkteverteilung sah folgendermaßen aus:
| Platz  | 1  | 2  | 3  | 4  | 5  | 6  | 7  | 8  | 9  | 10 | 11 | 12 | 13 | 14 | 15 | 16 | 17 | 18 | 19 | 20 | 21 | 22 | 23 | 24 | 25 | 26 | 27 | 28 | 29 | 30 |
| Punkte | 50 | 45 | 41 | 38 | 35 | 32 | 29 | 27 | 25 | 23 | 21 | 20 | 19 | 18 | 17 | 16 | 15 | 14 | 13 | 12 | 11 | 10 | 9  | 8  | 7  | 5  | 4  | 3  | 2  | 1  |

Auch bei den Männern hatte die Nachricht von der Rückkehr des Skeletonsports in das olympische Programm eine nachhaltige Wirkung. Nicht weniger als 66 Athleten nahmen mindestens an einem der vier Weltcup-Rennen teil, immerhin 27 davon an allen vier Veranstaltungen. Zudem verlängerten nicht wenige Sportler, die schon die 30 überschritten hatten, ihre Karriere oder wagten gar ein Comeback wie der Schweizer Gregor Stähli, Weltmeister von 1994. Titelverteidiger Andy Böhme lag nach den Weltcups in Übersee hinter dem Briten Bromley auf dem zweiten Rang in der Gesamtwertung. Nach dem Weltcup in Lillehammer war das Rennen vor allem um die Podestplätze jedoch wieder völlig offen. Hinter Bromley lag nun Jeff Pain vor Böhme, dem nunmehr Chris Soule, der Japaner Koshi, Jim Shea und überraschend auch der Norweger Pedersen im Nacken saßen. In Winterberg sollte sich der Wettbewerb entscheiden, mit dem Ausgang hatten aber wohl die wenigsten gerechnet.
Zunächst patzte Bromley, der schon im ersten Lauf nur den 13. Rang belegte und im zweiten Lauf die zweitschlechteste Zeit der verbliebenen 20 Piloten fuhr. Am Ende bedeutete das Rang 17 in der Tageswertung für den Briten. Auch der Japaner Koshi lieferte eine ähnliche Performance, belegte Rang 16 und fiel in der Gesamtwertung weit zurück. Während Altmeister Willi Schneider, immerhin Weltmeister von 1998, in Winterberg gewann, reichte Titelverteidiger Andy Böhme ein zweiter Platz, um letztlich noch mit einigem Vorsprung den Gesamtweltcup zum zweiten Mal gewinnen zu können. Ihm gelang dabei das Kunststück, ohne einen Tagessieg seinen Titel zu verteidigen. Chris Soule gelang es, durch seinen Podestplatz in Winterberg Bromley in der Gesamtwertung noch auf Rang drei zu verdrängen. Jeff Pain, vor Winterberg noch an zweiter Stelle liegend, rutschte durch Rang 10 in der Tageswertung noch auf den undankbaren vierten Platz in der Gesamtwertung ab.
| Rang | Athlet                  | CAL | NAG | LIL | WIN | Punkte |
| ---- | ----------------------- | --- | --- | --- | --- | ------ |
| 01   | Andy Böhme              | 4   | 2   | 9   | 2   | 153    |
| 02   | Chris Soule             | 3   | 9   | 4   | 3   | 145    |
| 03   | Kristan Bromley         | 1   | 4   | 3   | 17  | 144    |
| 04   | Jeff Pain               | 2   | 10  | 1   | 10  | 141    |
| 05   | Snorre Pedersen         | 13  | 5   | 2   | 4   | 137    |
| 06   | Willi Schneider         | 9   | 7   | 7   | 1   | 133    |
| 07   | Jim Shea                | 6   | 3   | 8   | 9   | 125    |
| 08   | Kazuhiro Koshi          | 15  | 1   | 5   | 16  | 118    |
| 09   | Adrian Collins          | 10  | 6   | 10  | 13  | 97     |
| 10   | Felix Poletti           | 7   | 14  | 11  | 8   | 95     |
| 11   | Alexander Müller        | 8   | 8   | 19  | 12  | 87     |
| 12   | Pascal Richard          | 12  | 12  | 21  | 5   | 86     |
| 13   | Lincoln DeWitt          | 15  | 18  | 6   | 11  | 84     |
| 14   | Steve Anson             | 5   | 11  | 15  | 25  | 80     |
| 15   | Dirk Matschenz          | 19  | 22  | 13  | 6   | 74     |
| 16   | Christian Auer          | 17  | 15  | 26  | 7   | 66     |
| 17   | Philippe Cavoret        | 23  | 19  | 12  | 19  | 55     |
| 18   | Franz Plangger          | 21  | 20  | 20  | 20  | 47     |
| 19   | Bruce Sandford          | 11  | –   | 22  | 23  | 40     |
| 20   | Masaru Inada            | 22  | 16  | 27  | 24  | 38     |
| 21   | Gregor Stähli           | 14  | –   | –   | 14  | 36     |
| 22   | Christian Steger        | 24  | 21  | 35  | 18  | 33     |
| 23   | Terry Holland           | 18  | –   | 14  | –   | 32     |
| 24   | Stevie Brügger          | 20  | 13  | –   | –   | 31     |
| 25   | Urs Vescoli             | –   | –   | 16  | 22  | 26     |
| 26   | Odd Arne Almli          | –   | –   | 17  | 17  | 26     |
| 27   | Trevor Christie         | –   | 24  | –   | 15  | 25     |
| 28   | Mario Guggenberger      | 28  | 17  | 29  | 26  | 25     |
| 29   | Renato Bussola          | 36  | 23  | 23  | 30  | 19     |
| 30   | Erik Skollerud          | –   | –   | 18  | –   | 14     |
| 31   | Paul Boehm              | 30  | 25  | 42  | 26  | 13     |
| 32   | Uwe Müller              | 25  | 27  | –   | –   | 11     |
| 33   | Jean-Claude Ray         | –   | –   | 24  | 29  | 10     |
| 34   | Turc Harmesynn          | –   | –   | 25  | 28  | 10     |
| 35   | Yuuki Nozawa            | 27  | 26  | 33  | 31  | 9      |
| 36   | Ray Langefeld           | 26  | –   | 38  | 33  | 5      |
| 37   | Cederic Tamani          | 29  | 29  | –   | –   | 4      |
| 38   | Kōshun Tōjō             | –   | –   | 28  | 34  | 3      |
| 39   | Mike Maddock            | 32  | 28  | –   | –   | 3      |
| 40   | Stéphane Gonthier       | –   | –   | 30  | 36  | 1      |
| −    | Toshinari Miyamoto      | 34  | 30  | –   | –   | 1      |
| −    | Konstantin Aladaschwili | –   | –   | –   | 51  | 0      |
| −    | Martin Burkhard         | –   | –   | 40  | 45  | 0      |
| −    | Christophe Mombazet     | 35  | 31  | 45  | 43  | 0      |
| −    | Mike Voudouris          | 37  | 33  | 52  | 53  | 0      |
| −    | Peter van Wees          | –   | –   | 49  | 49  | 0      |
| −    | Fabrice Baijot          | –   | –   | 48  | –   | 0      |
| −    | Luis Carrasco           | –   | –   | 50  | 48  | 0      |
| −    | Dennis Clerkin          | –   | –   | 37  | 37  | 0      |
| −    | Albert Demtschenko      | –   | –   | –   | 46  | 0      |
| −    | Tomass Dukurs           | –   | –   | 39  | –   | 0      |
| −    | Paolo Farina            | –   | –   | –   | 42  | 0      |
| −    | Jürg Geiser             | –   | –   | 32  | 35  | 0      |
| −    | Kwang-Bae Kang          | –   | –   | 47  | 50  | 0      |
| −    | George Kenter           | –   | –   | –   | 52  | 0      |
| −    | Frank Kleber            | –   | –   | –   | 38  | 0      |
| −    | Jurrien Kuipers         | –   | –   | 51  | –   | 0      |
| −    | Stefano Maldifassi      | –   | –   | 36  | 41  | 0      |
| −    | Peter Meyer             | –   | –   | 31  | 44  | 0      |
| −    | Jim Nissila             | 31  | –   | –   | –   | 0      |
| −    | Girts Ostenieks         | –   | –   | 43  | 47  | 0      |
| −    | Markus Penz             | –   | –   | 46  | –   | 0      |
| −    | Reinhold Pescosta       | –   | –   | 34  | –   | 0      |
| −    | Martin Rettl            | –   | –   | –   | 32  | 0      |
| −    | Jaime Tapia             | –   | –   | 44  | 39  | 0      |
| −    | Emanuel Zampori         | 33  | 32  | 41  | 40  | 0      |